# Энгельгардт, Александр Богданович
Барон Алекса́ндр Богда́нович Энгельга́рдт (1798—1859) — генерал-лейтенант русской императорской армии, главный начальник южных военных поселений. Владелец имения Шёнберг.

## Биография
Родился в сентябре 1798 года в Курляндской губернии. Его отец, Gideon Benedict von Engelhardt (1765—1850), происходил из прибалтийского баронского рода; мать, Юлия, урождённая Максимович, умерла, когда сыну было десять лет.
Получив первоначальное домашнее образование 27 мая 1813 года, он был зачислен юнкером в лейб-гвардии Драгунский полк и тотчас же принял участие в делах против французов, причём в том же году за оказанную в сражении при Кульме храбрость был награждён прусским знаком Железного Креста и знаком отличия Военного Ордена, в следующем году произведён в прапорщики, а в 1815 — в подпоручики.
Два года спустя по собственному желанию он перевёлся в Митавский драгунский полк, в котором прослужил до 17 марта 1820 года, когда по болезни вышел в отставку, и лишь 7 июня следующего года снова поступил на службу и был определён в Стародубский кирасирский полк.
Произведённый в 1828 году в майоры, он был утверждён командиром поселённых эскадронов Стародубского полка, которыми командовал около пяти лет; 18 июня 1830 года был произведён в подполковники.
Отчисленный 31 марта 1833 года по кавалерии, Энгельгардт в мае следующего года был назначен командующим Орденским кирасирским полком, а по производстве через год в полковники утверждён в должности полкового командира.
За беспорочную выслугу 25 лет в офицерских чинах 3 декабря 1842 года был награждён орденом Св. Георгия 4-й степени (№ 6707 по кавалерскому списку Григоровича — Степанова).
Произведённый 25 июня 1845 года в генерал-майоры, Энгельгардт 6 февраля 1847 года был назначен командиром 2-й бригады 1-й кирасирской дивизии, а в следующем году, 27 сентября, был назначен начальником 1-го, 2-го, 3-го и 4-го кавалерийских округов управления военных поселений. С этого времени до самой своей смерти он служил по управлению военными поселениями, причём в апреле 1850 года был назначен командующим восемью округами, а, по производстве 30 марта 1855 года в генерал-лейтенанты, 15 января 1856 года был назначен главным начальником южных поселений.
Александр Богданович Энгельгардт скончался в начале 1859 года.
Его брат Василий (1805—1886) также был генерал-лейтенантом и командовал лейб-гвардии Драгунским полком, с 1863 года был Ковенским губернатором.

## Семья
С 1836 года был женат на Марии Фредерике фон Штиглиц (1816 — 28.10.1846), дочери Бернгарда (Бориса) фон Штиглица (1774—1846) и Софии de Seigneur. 